# Якобсен, Михель
Михель Якобсен (нидерл. Michel Jacobsen 1560, Дюнкерк — 1633, Санлукар-де-Баррамеда) — дюнкеркский корсар, вице-адмирал Испании.

## Биография
Михель Якобсен родился в городе Дюнкерке, который в то время принадлежал Испании, и был лоцманом. Когда непобедимая армада была разбита бурей у берегов Англии, благодаря его искусству удалось собрать остатки флота в порты.
В конце XVI и начале XVII века он принимал самое деятельное участие в морской войне с Голландией.
Во время тридцатилетней войны был адмиралом. В 1632 году он высадил во Фландрии испанский десант в 4000 человек, несмотря на то, что его сторожил сильный голландский флот, а на обратном пути в Испанию разбил турецкую эскадру. За свои подвиги получил прозвание «морской лисы».